# DAF Club Nederland
De DAF Club Nederland (D.C.N.) is een landelijke vereniging van DAF-liefhebbers en -bezitters.
De vereniging is gevestigd in Oegstgeest en per 1 januari 2021 telde de vereniging 1.847 leden en donateurs die samen 2.595 Dafs en Volvo’s met een Variomatic in bezit hebben.
De vereniging is een oldtimerclub en is aangesloten bij de Federatie Historische Automobiel- en Motorfiets Clubs (FEHAC).

## Geschiedenis
De vereniging is officieel op 10 juni 1983 opgericht door het echtpaar Chienie Zijlstra en Theun Zijlstra, maar was al vanaf 1975 actief.
Men startte met bijeenkomsten, ontmoetingsweekenden, ruilbeursen voor onderdelen, toertochten en rally's. Er werden contacten gelegd met de zusterverenigingen in Engeland en Duitsland en men startte met het uitbrengen van een driemaandelijks clubblad, genaamd Variomatic.
Binnen de vereniging was veel specialistische kennis aanwezig en zo werd ook een technische commissie aangesteld. Deze commissie stelde cursussen samen voor geïnteresseerde leden om hun Daf’s (en Volvo’s met een variomatic) rijdend te houden. Als lesmateriaal beschikte men over een draaiende 4 cilindermotor en een  complete 2 cilindermotor. De vereniging kreeg ook de beschikking over een eigen magazijn.

## Doelstellingen
Het voornaamste doel is het bijeenbrengen van geïnteresseerden in door Variomatic transmissie aangedreven voertuigen, met name DAF-personenauto’s om zodoende genoemde voertuigen in stand te houden. 

Een ander belangrijk doel is het bijdragen aan de instandhouding van het mobiel erfgoed van DAF